# Мадона дел'Уливо (Форли-Чезена)
Мадона дел'Уливо (итал. Madonna dell'Ulivo) је насеље у Италији у округу Форли-Чезена, региону Емилија-Ромања.
Према процени из 2011. у насељу је живело 96 становника. Насеље се налази на надморској висини од 42 м.